# Rinconadas del Bosque
Rinconadas del Bosque es una localidad del estado mexicano de Guanajuato. Es parte del municipio de Moroleón.

## Demografía
| Censo | Población |
| ----- | --------- |
| 2010  | 1 044     |
| 2020  | 1 186     |